# Агоний (бог)
Агоний или Агон (лат. Agonius от др.-греч. Ἀγώνιος, борец), также Энагониус (лат. Enagonius) — у древних греков и римлян эпитет, дававшийся 12-ти главным богам, покровителям битв и агонов (игр, состязаний).
Особенно так называли Зевса и Гермеса, а также Януса, покровителя всех человеческих начинаний.
Богу Агонию или Агону, олицетворявшему олимпийские игры, были воздвигнуты статуи в Олимпии.